# Caragana pekinensis
Caragana pekinensis är en ärtväxtart som beskrevs av Vladimir Leontjevitj Komarov. Caragana pekinensis ingår i släktet karaganer, och familjen ärtväxter. Inga underarter finns listade i Catalogue of Life.